# Lowell Point
Lowell Point è un census-designated place (CDP) degli Stati Uniti d'America, situato nello Stato dell'Alaska e in particolare nel Borough della Penisola di Kenai.

## Geografia

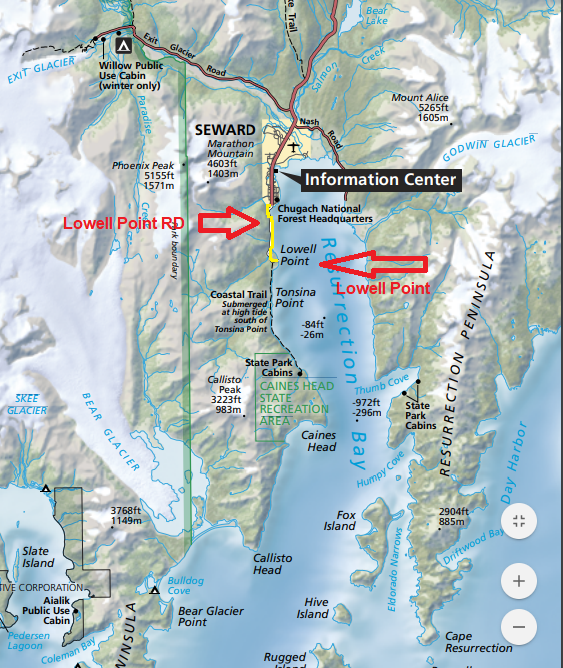

Lowell Point si trova sul lato orientale della penisola di Kenai (Kenai Peninsula) e sulla sponda occidentale della baia della Resurrezione (Resurrection Bay).  A nord-est è delimitato dalla città di Seward. L'abitato è attraversato dal torrente Spruce (Spruce Creek).
La località si trova più o meno al centro dei monti Kenai (Kenai Mountains), la maggior parte dei quali sono innevati dal campo di ghiaccio Harding (Harding Icefields) e dal campo di ghiaccio Sargent (Sargent Icefielsd). A circa 2 chilometri verso l'interno, in prossimità del monte Bear (Bear Mountain), si trova il confine orientale del Parco nazionale dei Fiordi di Kenai (Kenai Fjords National Park).
Il nome compare per la prima volta nelle pubblicazione del "USCGC" (United States Coast Guard Cutter).

## Clima
Il clima della zona è definito "oceanico subpolare" con temperature moderate (il mare non ghiaccia mai).

## Accessi e turismo
La località è accessibile tramite un'unica strada: la "Lowell Point Road" lunga circa 3 km, un'estensione della Seward's Railway Avenue di Seward. 
Inizia appena oltre i confini della cittadina di Seward, a breve distanza del centro SeaLife dell'Alaska (un acquario statale) e al capolinea meridionale dell'Autostrada Seward (Seward Highway).
La strada è sterrata e corre lungo una sottile striscia di terra piatta tra le montagne e la Resurrection Bay, e fornisce l'accesso oltre alla località Lowell Point anche alle strutture ricreative Caines Head State Recreation Area, Resurrection Bay State Marine Parks e Lowell Point State Recreation Site e alla fortificazione militare Fort McGilvray della Seconda Guerra Mondiale.
Lowell Point non ha un porto formale, in quanto il ben sviluppato porto di Seward (Seward Harbour) è a breve distanza, ma comunque piccole imbarcazioni possono effettuare approdi sulla spiaggia. 
Lowell Point è una meta molto frequentata da pescatori sportivi (specialmente durante la fine settimana).

## Galleria d'immagini

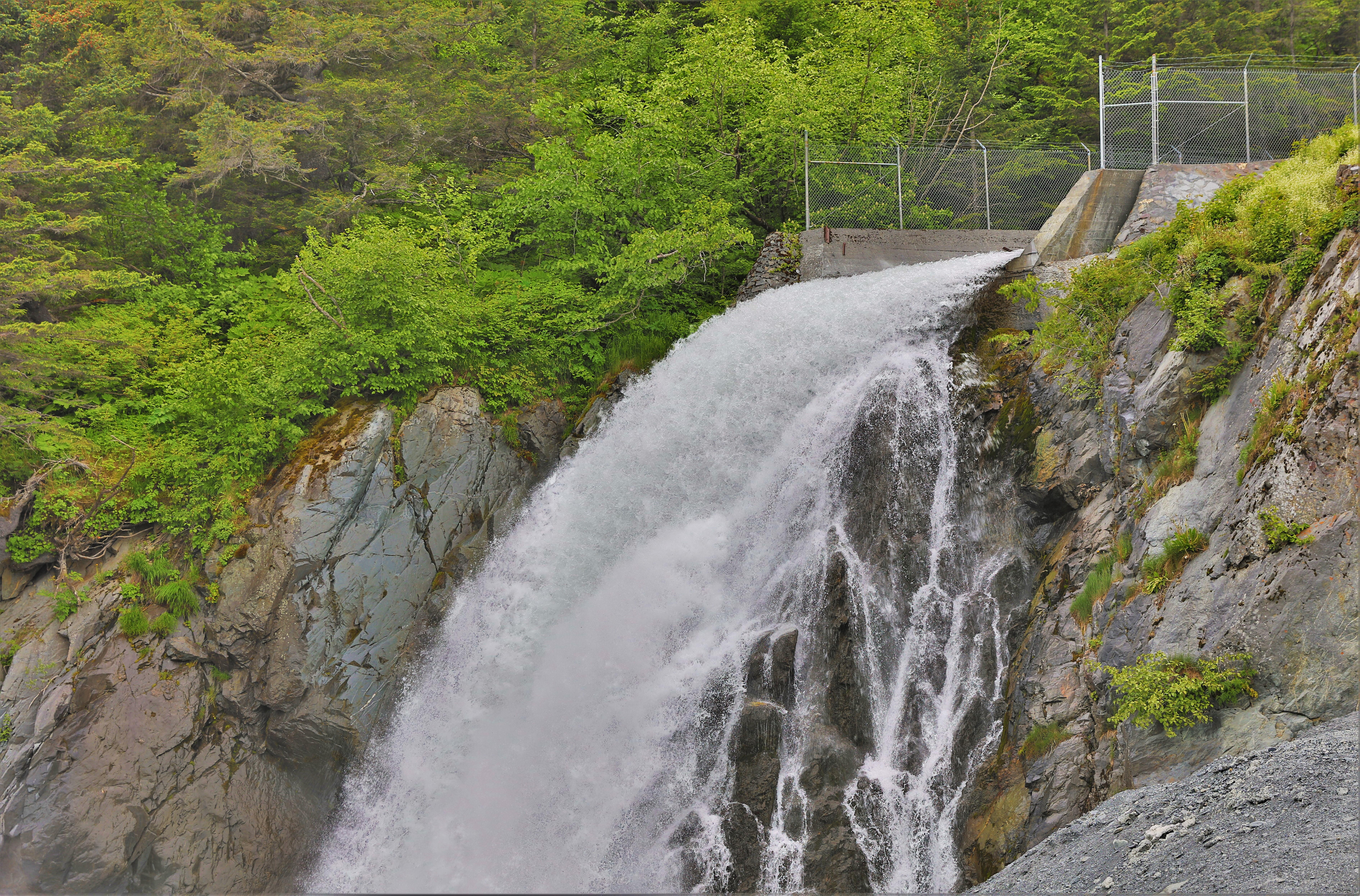
Cascata all'inizio della strada per Lowell Point
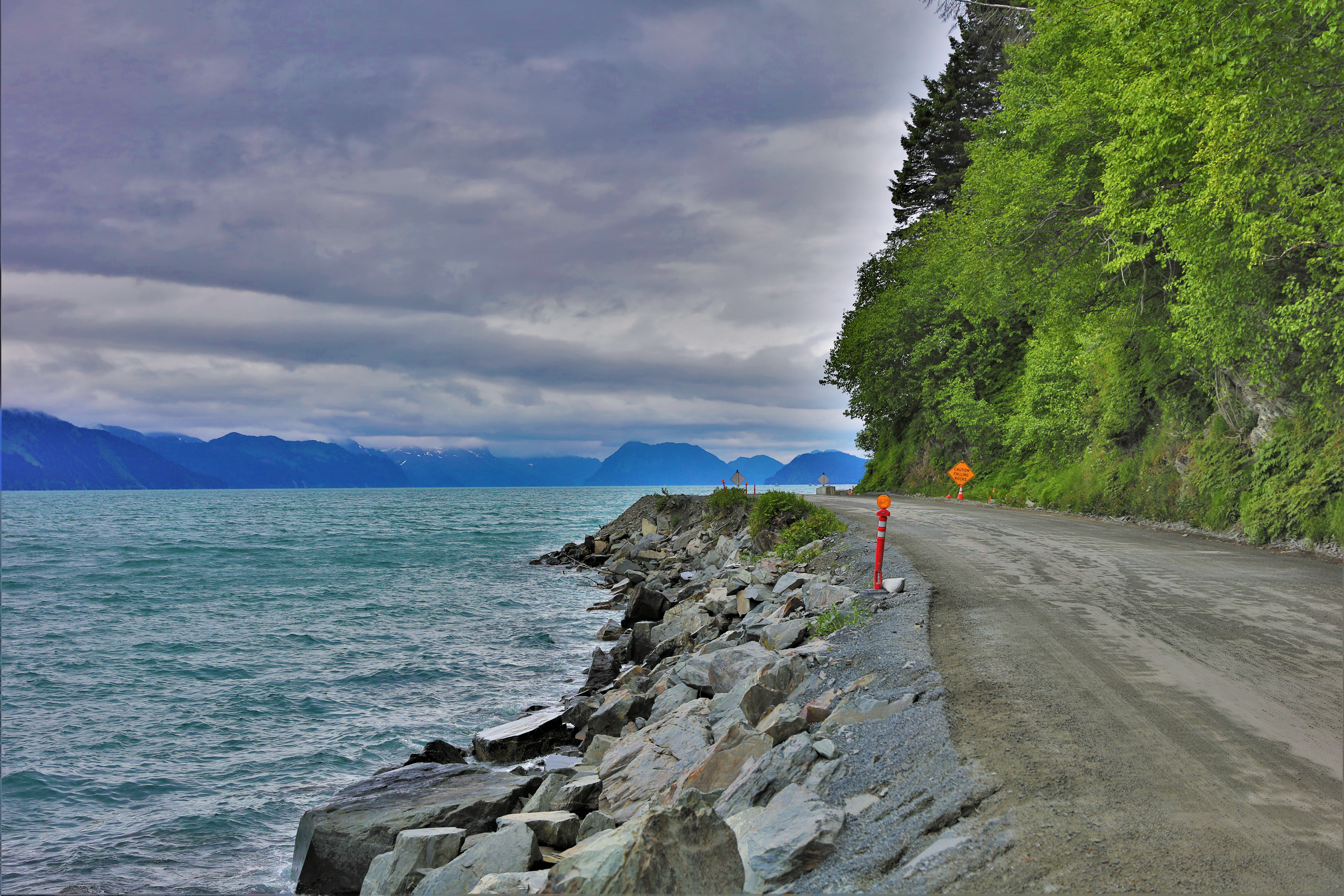
La strada per Lowell Point
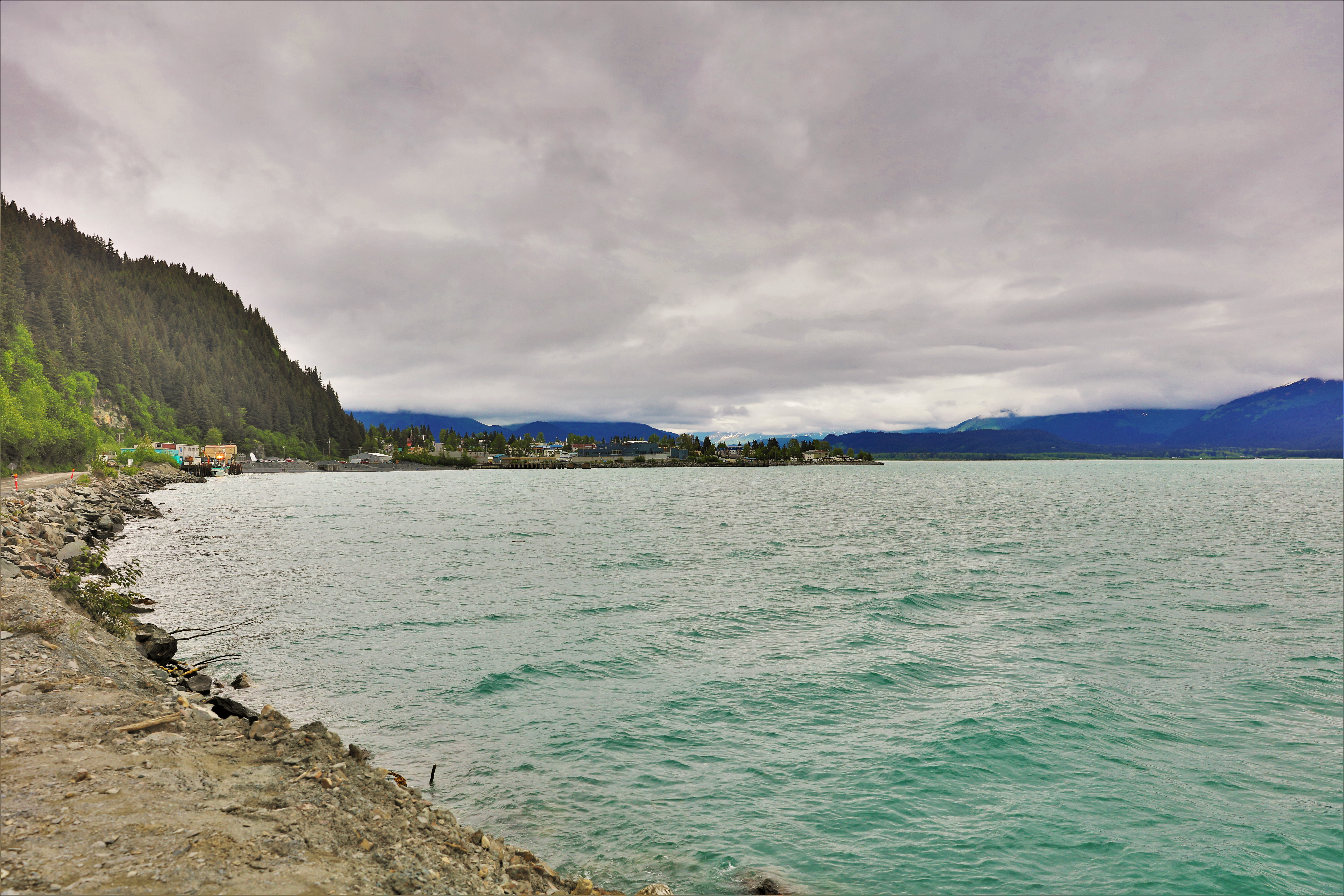
Seward dalla strada per Lowell Point